# Страдал, Август
Август Страдал (чеш. August Stradal; 17 мая 1860, Теплице — 13 марта 1930, Красна-Липа, ныне Устецкий край Чехии) — чешский пианист и музыкальный педагог.
Сын юриста. Окончил гимназию в Литомержице, с 1876 года жил в Вене, изучая право и одновременно занимаясь фортепиано у Эдуарда Кремзера и контрапунктом у Густава Ноттебома. Затем окончил Венскую консерваторию, ученик Теодора Лешетицкого, Антона Доора и Антона Брукнера. Затем в 1884—1886 гг. принадлежал к ближайшему кругу Ференца Листа, учился у него в Веймаре, сопровождал в поездках в Будапешт и Байройт. С 1893 по 1895 преподавал в Вене, где у него учился, в частности, Хуго ван Дален, а затем с 1919 в городе Красна-Липа в Чехии. В 1928 г. был удостоен Государственной премии Чехословакии.
Страдалу принадлежит значительное количество фортепианных переложений симфонической и органной музыки — прежде всего, пяти симфоний Брукнера и всех симфонических поэм Листа (запись переложений Листа, в которых, как отмечает критика, сделана попытка передать особенности оригинальной оркестровки, начата Ристо-Матти Марином), а также отдельных сочинений Баха, Букстехуде, Моцарта, Бетховена и др. Об обоих своих великих учителях, Брукнере и Листе, он в конце жизни опубликовал мемуарные очерки.